# Joachim Bahndorf
Joachim Bahndorf (* 3. April 1957 in Calw; † 23. Mai 2013 in Minden) war ein deutscher Vermessungswissenschaftler und Professor an der FH Bielefeld.

## Leben
Bahndorf studierte an der TU Stuttgart Vermessungswesen, das er 1980 mit dem Abschluss „Diplom-Ingenieur“ abschloss. Anschließend arbeitete er als wissenschaftlicher Mitarbeiter an derselben Uni bis 1984 am Sonderforschungsbereich „Leichte Flächentragwerke“. 1990 promovierte er hier mit dem Thema „Zur Systematisierung der Seilnetzberechnung und zur Optimierung“.  1994 leitete er als Teilprojektleiter den Sonderforschungsbereich „Natürliche Konstruktionen“. Danach war er Softwareentwickler bei RIB Bausoftware in Stuttgart.
2001 begann er als Professor für das Lehrgebiet Verkehrsbau und Vermessungswesen am Fachbereich Architektur und Bauingenieurwesen am Campus Minden der Fachhochschule Bielefeld. An der Fachhochschule wurde Bahndorf 2007 die Aufgabe des Prorektors und seit 2009 die Aufgabe des Vizepräsidenten für Forschung, Entwicklung und Transfer übertragen.